# Loxoneura yunnana
Loxoneura yunnana är en tvåvingeart som beskrevs av Wang och Chen 2004. Loxoneura yunnana ingår i släktet Loxoneura och familjen bredmunsflugor. Inga underarter finns listade i Catalogue of Life.